# Alburnus akili
Alburnus akili — вид коропоподібних риб родини ялецевих, ендемік озера Бейшехір, нині вважається вимерлим.

## Морфологія
Зазвичай досягав загальної довжини 13–16 см і ваги 40–50 г. Більш-менш витягнуте тіло було вкрите блискучою лускою. Спинний плавець починався за лінією тазових плавців. Нижня щелепа була довшою за верхню, надаючи роту похилий вигляд. Спина була блакитна чи зелена, боки і черево сріблясті з металевим блиском. Плавники були майже безбарвними.

## Середовище проживання
Цей вид був обмежений озером Бейшехір в Центральній Анатолії, Туреччина. Це був вид озерних відкритих вод..

## Використання
Цей вид мав місцеве промислове значення як харчова риба.

## Загрози й охорона
Інтродукція Sander lucioperca є основною причиною зникнення цього виду. Надмірний вилов також сприяв скороченню.